# Rhopalocerus rondanii
Rhopalocerus rondanii is een keversoort uit de familie somberkevers (Zopheridae). De wetenschappelijke naam van de soort werd in 1833 gepubliceerd door Villa & Villa.